# 신일본 프로레슬링 월드
신일본 월드(NJPW World)는 2015년 12월에 설립된 NJPW 소유의 자체 자체 네트워크 방송국이다.
과거와 현재의 명경기 영상을 실시간으로 시청 가능하다.

## 비슷한 서비스
- NWA 클래식스
- WWE 네트워크
- 글로벌 레슬링 네트워크

## 같이 보기
- WWE 네트워크